# مارک وردن
مارک وُردن (انگلیسی: Marc Worden؛ زادهٔ ۵ ژوئن ۱۹۷۶) بازیگر، صداپیشه و مجری تلویزیون اهل کانادا است. وی از سال ۱۹۸۶ میلادی تاکنون مشغول فعالیت بوده است.
از فیلم‌ها یا برنامه‌های تلویزیونی که وی در آن نقش داشته است، می‌توان به قصه‌های جزیره، کیهان: ادیسه‌ای فضازمانی، سی‌اس‌آی: نیویورک، روان‌کاو، نجات گریس، عشق بزرگ، بتمن شجاع و جسور، زندگی، به گفته جیم، پیشتازان فضا: انترپرایز، تایتان‌های نوجوان، زمین می‌لرزد ده و نیم ریشتر، دروازه ستارگان اس‌جی-۱، شش فوت زیر زمین، پیشتازان فضا: عمق فضای نهم، غارتگران دره سیلیکون، سازنده و شیطان کوچک‌تر اشاره کرد. او در چندین بازی ویدئویی نیز همچون لگو بتمن ۳: ماورای گاتهام صداپیشگی نموده است.